# تاكويا هيداكا
تاكويا هيداكا (باليابانية: 日高拓哉؛ بالكانا: ヒダカ タクヤ) هو لاعب كرة قدم ياباني في مركز الوسط، ولد في 26 سبتمبر 1990 في شيناغاوا في اليابان. لعب مع ReinMeer Aomori ‏.